# Alexandre Loganovski
Alexandre Vassilievitch Loganovski (en russe : Александр Васильевич Логановский), né le 12 (24) mars 1812 et mort le 18 (30) novembre 1855 à Moscou, est un sculpteur russe représentant du style classique académique décoratif. Il est connu surtout pour les statues qu'il réalisa pour la cathédrale du Christ-Sauveur de Moscou.

## Biographie

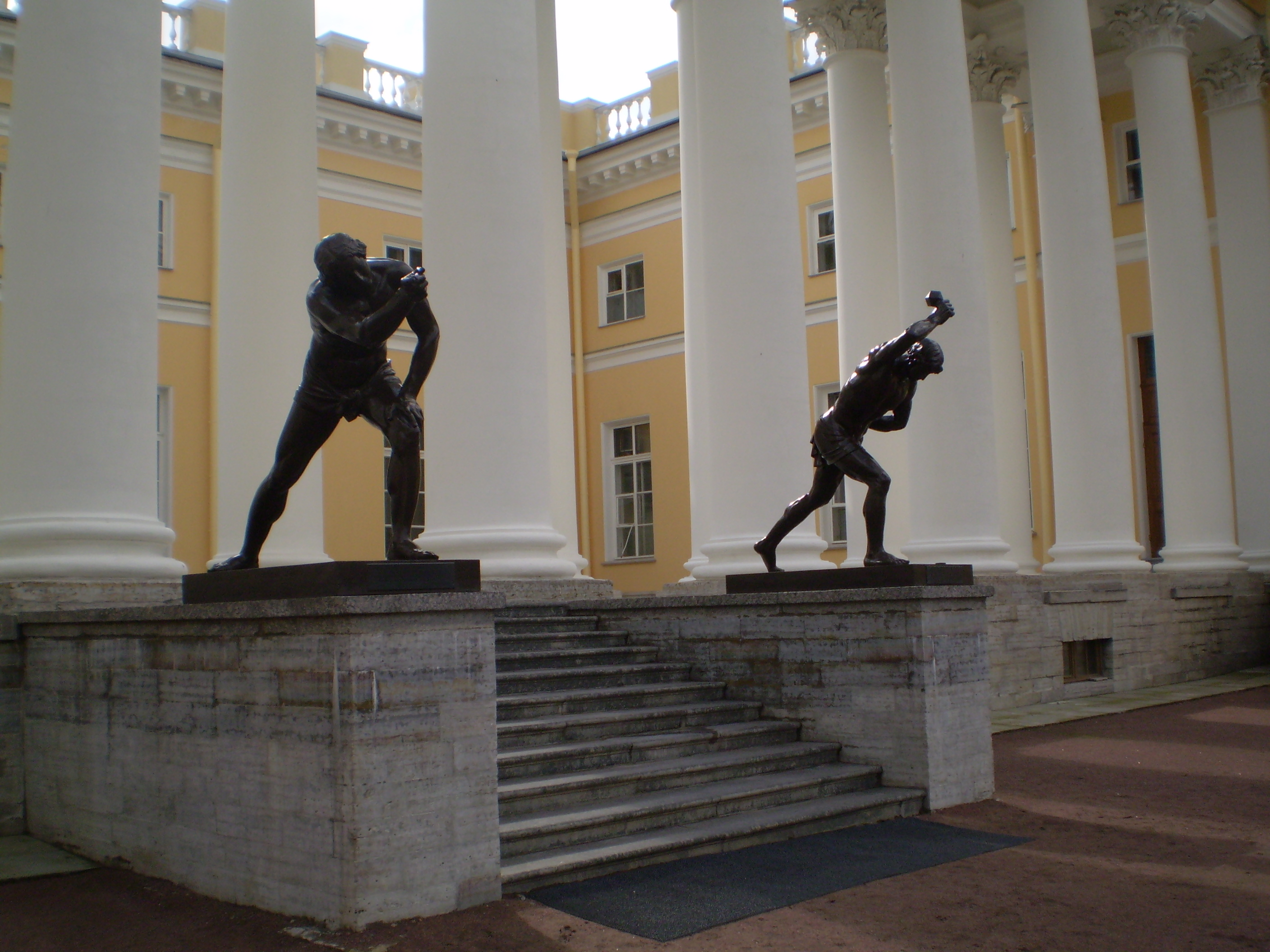
Les deux statues devant le palais Alexandre

Il fait ses études à l'école de l'Académie des beaux-arts où il reçoit une petite médaille d'or pour un bas-relief Hector, dans la chambre d'Hélène, réprimande Pâris pour son omission et une grande médaille d'or pour une statue intitulée Garçon russe jouant à la svaïka (en) qui est évoquée par Pouchkine, ainsi qu'une statue sur un thème similaire de Nikolaï Pimenov sorti de l'école en même temps, ces thèmes étant considérés comme sortant de l'ordinaire pour l'époque. Les deux statues sont installées devant le palais Alexandre de Tsarskoïe Selo.
À Rome, Loganovski sculpte une statue de marbre représentant Abbadon et un groupe La Jeune Kiévaine qui lui valent d'être nommé académicien. À son retour en Russie, il reçoit la commande de deux bas-reliefs pour la cathédrale Saint-Isaac de Saint-Pétersbourg. L'un représente l'Annonce aux bergers et l'autre le Massacre des Innocents (portique du sud). Ensuite Loganovski est choisi le 10 septembre 1839 avec Klodt et Romazanov pour la statuaire des murs extérieurs de la
cathédrale du Christ-Sauveur de Moscou qui est en construction. Celle-ci va durer quarante ans. Les bas-reliefs colossaux, ainsi que des figures de saints et d'anges (1847-1849), sont dans le style russo-byzantin.
Alexandre Loganovski est nommé professeur à l'Académie en 1854, mais il meurt moins d'un an plus tard à Moscou. Il est enterré au cimetière Vagankovo.

## Illustrations
Fragments des anciens bas-reliefs originaux de la cathédrale du Christ-Sauveur, enlevés par les autorités communistes en 1931 et installés au monastère Donskoï:

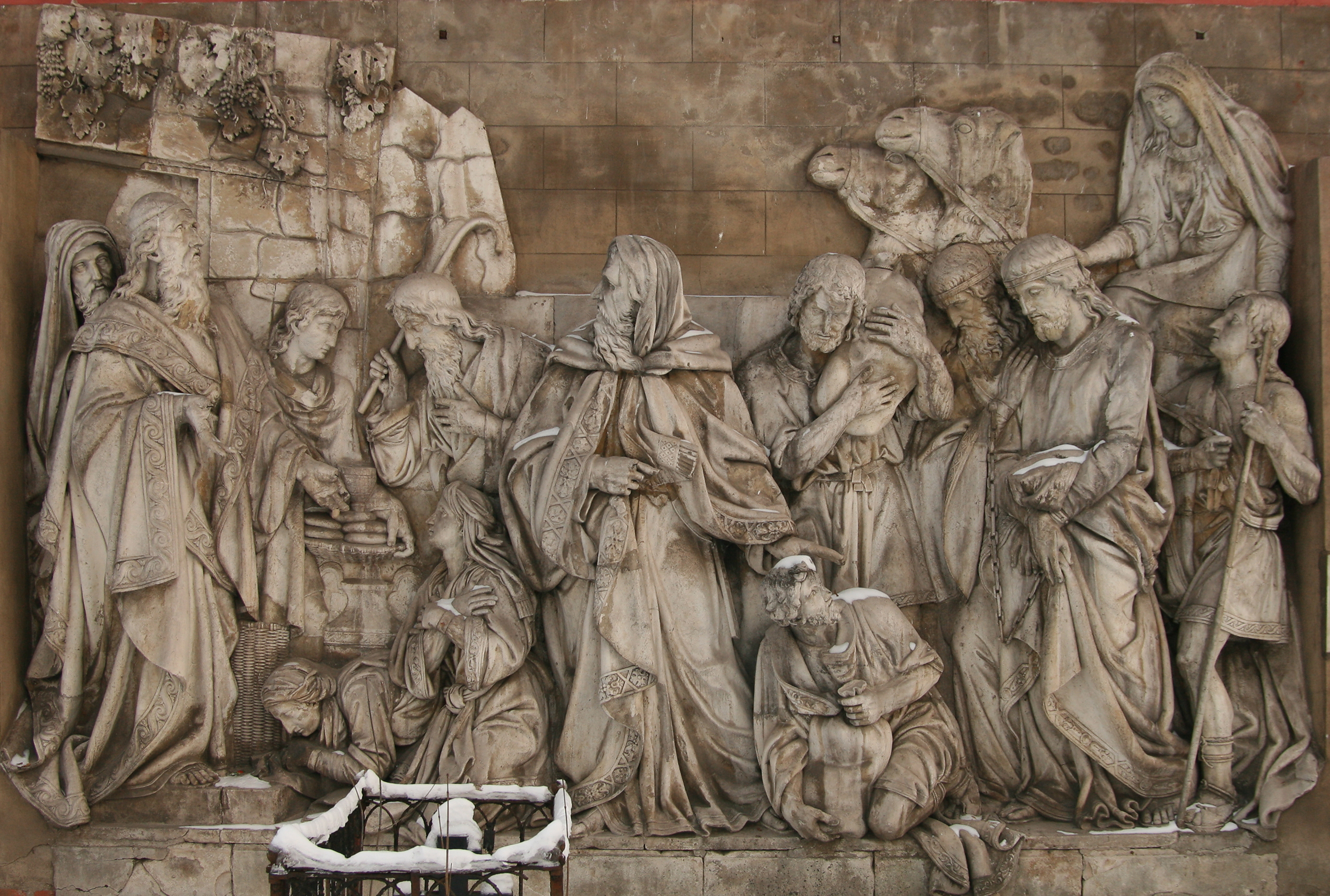
Rencontre de Melchisédech et d'Abraham
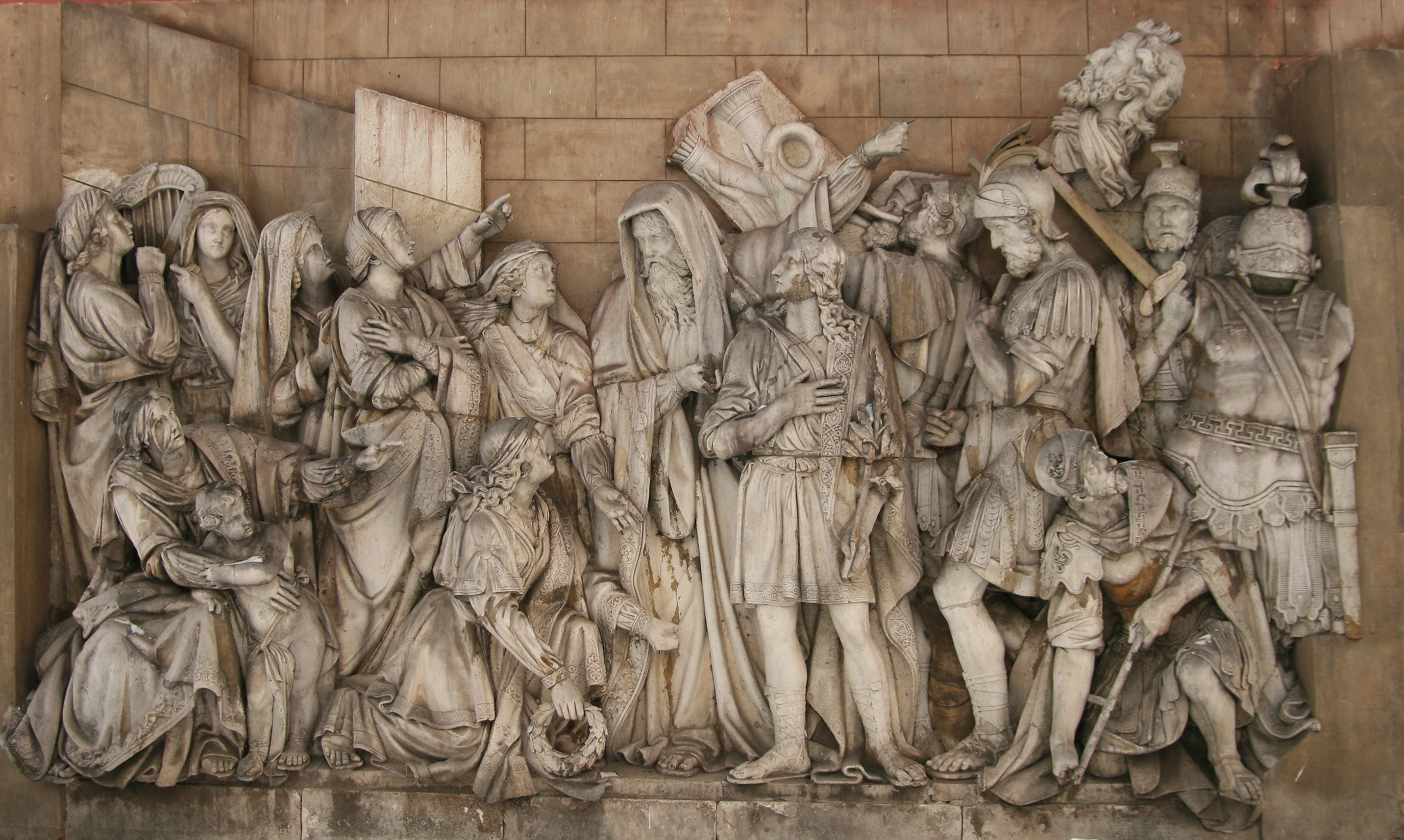
Triomphe de David après sa victoire contre Goliath
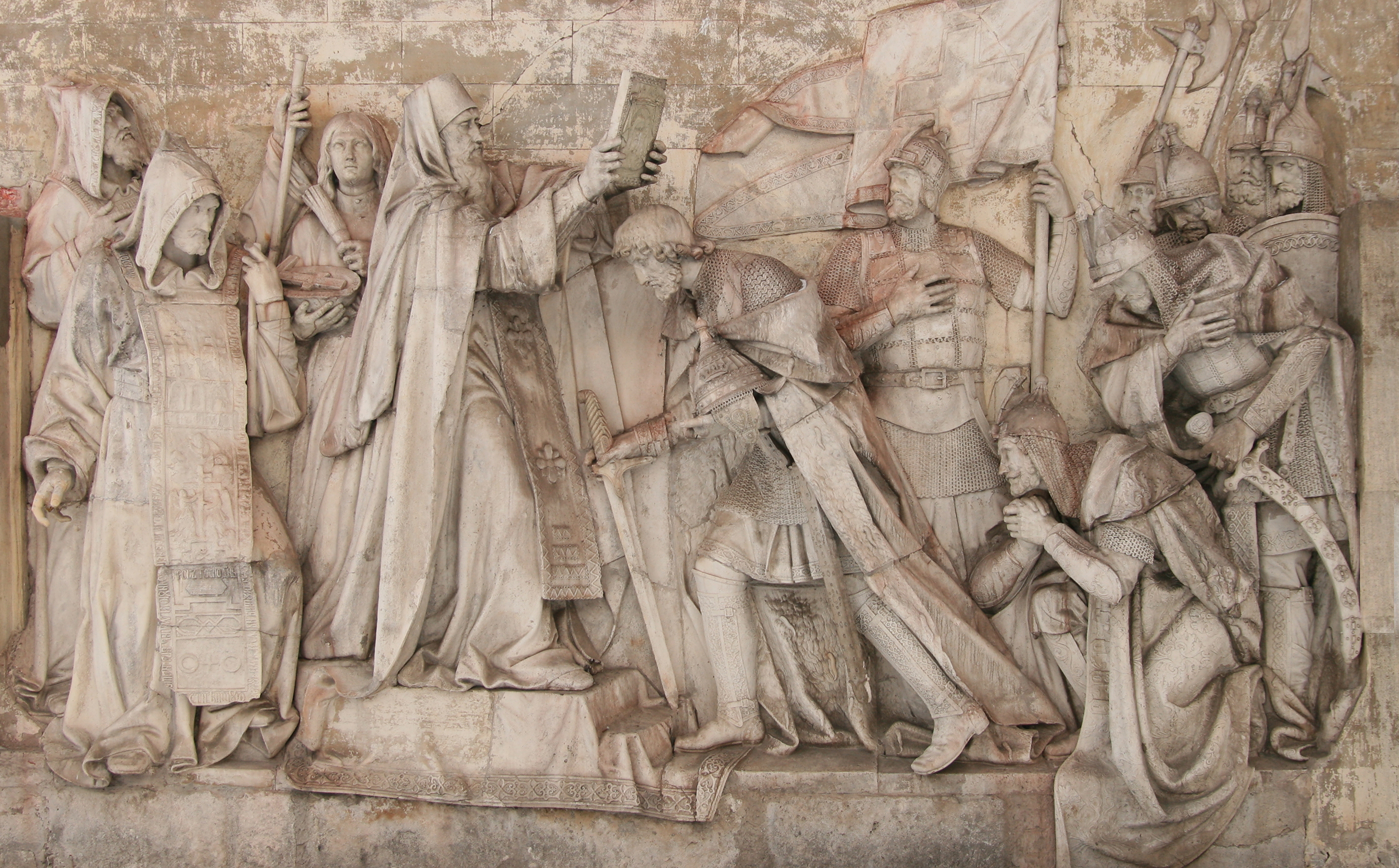
Saint Serge de Radonège bénit Dimitri Donskoï avant sa campagne contre les Tatars en 1380
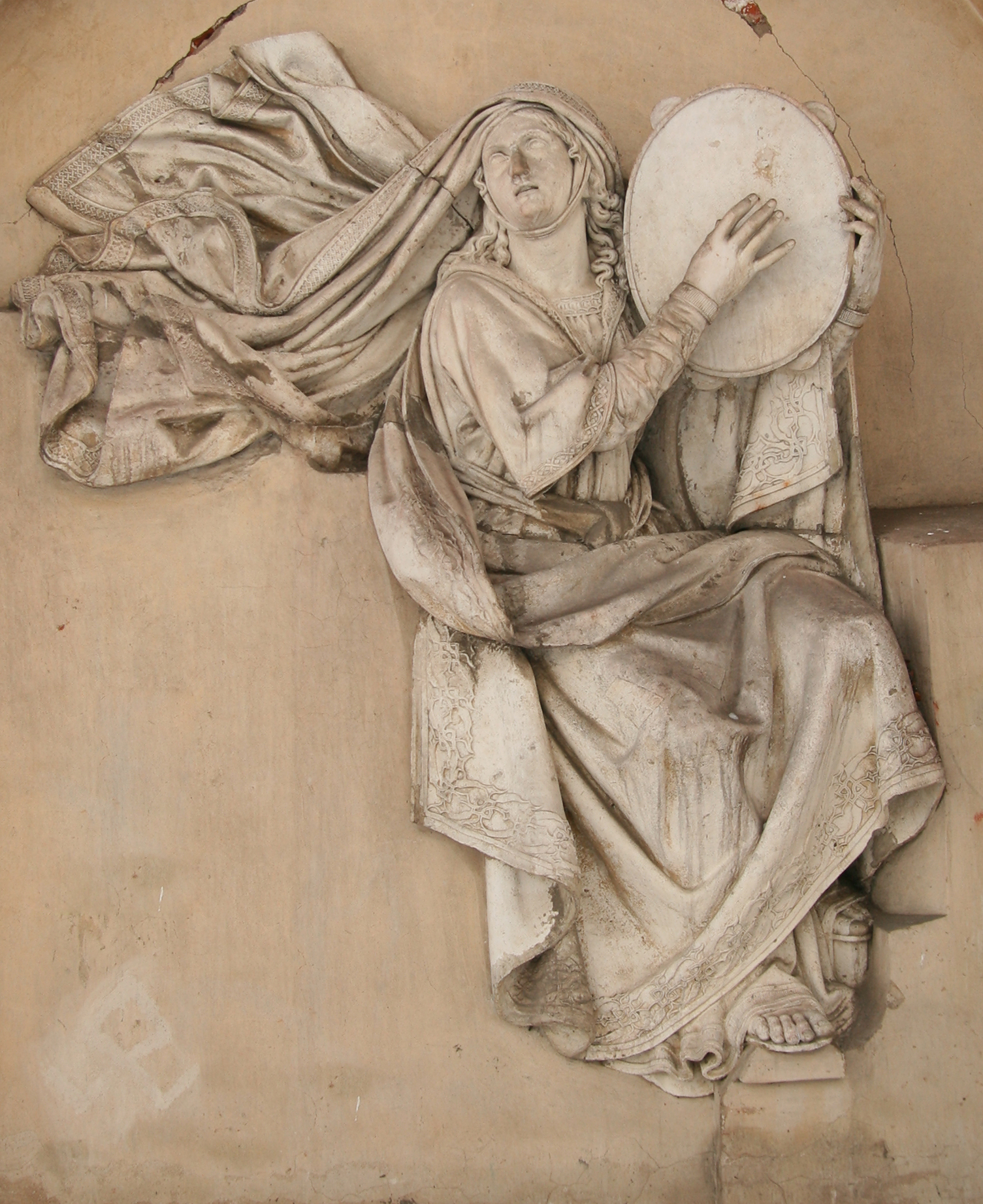
Myriam célébrant la victoire de son peuple contre les ennemis